# Historia del Monopoly

Logo del juego Monopoly

La historia del juego de mesa Monopoly se remonta a principios del siglo XX. La versión más antigua conocida de Monopoly, conocida como The Landlord's Game, fue diseñada por la estadounidense Elizabeth Magie, y primero patentado en 1904, pero existía ya en 1902. Magie, una seguidora de Henry George, originalmente tenía como intención de que The Landlord's Game ilustrara las consecuencias económicas de la ley de la renta económica de Ricardo, y el concepto Georgista del privilegio económico y del impuesto sobre el valor de la tierra. Varios juegos de mesa se desarrollaron a partir de 1906 hasta la década de 1930, que trataban de la compra y venta de tierras y el desarrollo de esa tierra. Para 1933, un juego de mesa se creó parecido a la versión de Monopoly, vendida por los Parker Brothers y sus compañías relacionadas a lo largo del siglo XX. Varias personas, en su mayoría en el medio oeste de Estados Unidos y cerca de la costa este, contribuyeron al diseño del juego y su evolución.
Por la década de 1970, la idea de que el juego había sido creado únicamente por Charles Darrow se había convertido en folclore popular; fue impreso en las instrucciones del juego durante muchos años, en un libro de 1974 dedicado a Monopoly, y fue citado en un libro general sobre los juguetes, incluso en una fecha tan reciente como 2007. Incluso una guía de juegos familiares publicados para Reader 's Digest en 2003, solo dio crédito a Darrow y Elizabeth Magie , erróneamente indica que el juego original de Magie fue creado en la década de 1800, y no reconoce ningún desarrollo del juego desde la creación del juego de Magie hasta la eventual edición por los Parker Brothers.
También en la década de 1970, el profesor Ralph Anspach, quien él mismo publicó un juego de mesa que pretendía ilustrar los principios de ambos Monopolys, luchó contra los Parker Brothers y su compañía asociada, General Mills, por los derechos de autor y la marca registrada del juego de mesa Monopoly. Mediante las investigaciones de Anspach y de otros, gran parte de la historia temprana del juego fue "redescubierta" y entró en los registros oficiales judiciales de Estados Unidos. Debido al proceso judicial largo, incluyendo las apelaciones, la situación jurídica de los derechos de autor de los Parker Brothers y marcas en el juego no se establecieron hasta 1985. El nombre del juego sigue siendo una marca registrada de Parker Brothers, al igual que sus elementos de diseño específicos; otros elementos del juego todavía están protegidos por derechos de autor. Como conclusión del juicio, el logo y el diseño gráfico de los elementos se incorporaron a una marca Monopoly más grande, bajo la licencia de las compañías asociadas de Parker Brothers. A pesar del redescubrimiento de la historia temprana del juego de mesa en los años 1970 y 1980, y varios libros y artículos de revistas sobre el tema, Hasbro (empresa matriz actual Parker Brothers) no reconoció ninguna de las historias del juego antes de Charles Darrow, en su página web Monopoly. Hasbro no reconoce a nadie más que Darrow en materiales publicados o patrocinados por ellos, al menos hasta 2009.
Torneos internacionales, primero celebrados a principios de 1970, continúan hasta la actualidad, aunque el último torneo nacional y campeonato mundial se llevaron a cabo en 2015. A partir de 1985, una nueva generación de spin-offs de juegos de mesa y juegos de cartas aparecieron en ambos lados del océano Atlántico. En 1989, la primera de muchas ediciones de videojuegos y juegos de ordenador se publicó . Desde 1994, muchas variantes oficiales del juego, basadas en ubicaciones distintas a Atlantic City, Nueva Jersey (sitio oficial de Estados Unidos) o Londres (sitio oficial de la Commonwealth, con excepción de Canadá), han sido publicados por Hasbro o por sus licenciatarios. En 2008, Hasbro cambió permanentemente la combinación de colores y parte de la jugabilidad de la edición estándar del juego de Estados Unidos. para que coincida con la edición del Reino Unido, a pesar de que la edición estándar de Estados Unidos mantiene los nombres de propiedades de Atlantic City. Hasbro también modificó el logotipo oficial para dar al personaje "Mr. Monopoly" apariencia 3 - D, que ya ha sido adoptado por los concesionarios USAopoly, Winning Moves y Winning Solutions. Y también Hasbro ha estado incluyendo Speed Die, introducido en Monopoly: The Mega Edition en 2006 por Winning Moves Games, en versiones directamente producidas por Hasbro (como en 2009 en la edición de campeonato).

## Desarrollo del juego 1903-1934

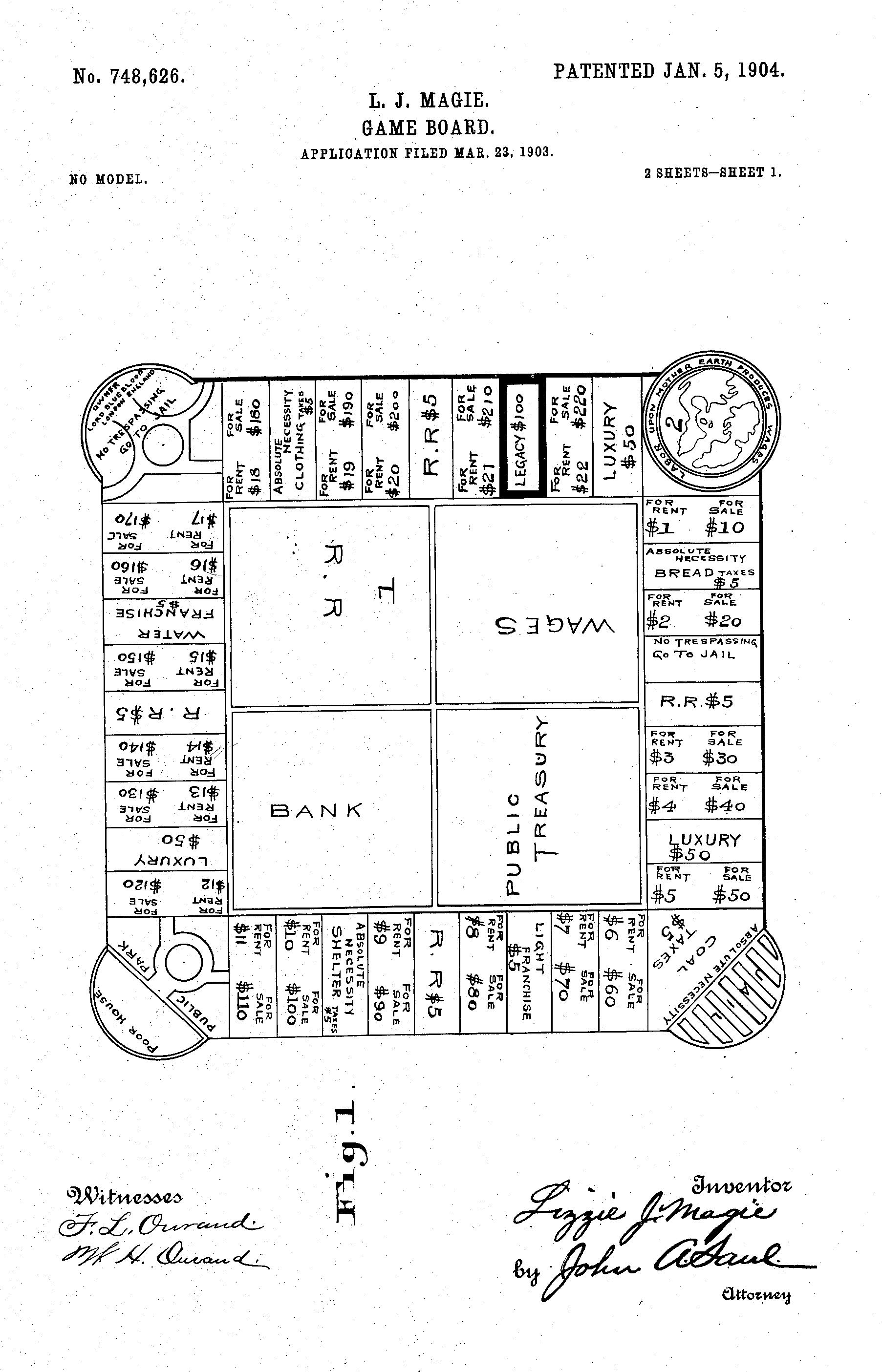
Primera página de la presentación de patente de la primera versión del juego de mesa de Lizzie Magie concedido el 5 de enero de 1904.

En 1903, la georgista Lizzie Magie solicitó una patente de un juego llamado The Landlord's Game, con el objetivo de demostrar que los alquileres enriquecen a los propietarios y empobrecen a los arrendatarios. Magie sabía que a algunas personas les resultaría difícil entender la lógica detrás de la idea, y pensó que si el problema de la renta y la solución georgista a ella se unieran en una forma concreta de un juego, podría ser más fácil de demostrarse. En enero de 1904, se le otorgó la patente del juego.The Landlord's Game se convirtió en uno de los primeros juegos de mesa que usaba "caminos continuos", sin tener claramente en el tablero algún espacio de inicio y fin. Otra de las novedades en la forma de jugar, atribuido a Magie, es el concepto de "propiedad" de un lugar en el tablero de juego, de manera que algo le ocurriría al segundo (o posterior) jugador al caer en el mismo lugar, sin estar la pieza del primer jugador presente. Una copia del juego de Maggie que había dejado en la comunidad georgista de Arden Delaware, datada en 1903-1904, fue presentada para PBS en la serie History Detectives. Esta copia contenía grupos de propiedades destacadas, organizadas por letra, más adelante presentado como característica del Monopoly presentado por Parker Brothers.
Aunque The Landlord's Game fue patentado y algunos tableros fueron hechos a mano, no fue hasta 1906 que el juego fue fabricado y publicado. Magie y otros dos georgistas establecieron The Economic Game Company of New York, que comenzó a publicar su juego. Magie presentó una edición publicada por the Economic Game Company para Parker Brothers alrededor de 1910, la cual George Parker rehusó publicar. En el Reino Unido, fue publicado en 1913 por Newbie Game Company bajo el nombre de Brer Fox an' Brer Rabbit. Poco después de la publicación oficial del juego, Scott Nearing, un profesor en el que entonces era conocido en la Escuela Wharton de Finanzas y Comercio de la Universidad de Pensilvania, comenzó a usar el juego como una herramienta de enseñanza en sus clases. Sus estudiantes hicieron sus propias tablas, y enseñaron el juego a los demás. Después de que Nearing fue despedido de Wharton, empezó a dar clases en la Universidad de Toledo. Un estudiante de Nearing, Rexford Guy Tugwell, también enseñó The Landlord's Game en Wharton, lo que lo llevó a la Universidad de Columbia. Aparte de la distribución comercial, se extendió de boca en boca y se jugaron versiones caseras levemente variantes en los últimos años por Quakers, Georgistas, estudiantes de universidad (incluyendo estudiantes de Smith College, Princeton, y MIT), entre otros.
Una versión más corta del juego de Magie, que eliminó la segunda ronda del juego que utiliza un concepto georgista de un impuesto único del valor de la tierra , se había hecho común durante la década de 1910, y esta variación en el juego llegó a ser conocida como Subasta Monopoly. La parte de subasta del juego llegó a través de una regla que subastó los bienes sin dueño a todos los jugadores cuando se llegaba por primera vez. Más adelante esta regla fue quitada por los Quakers, y en el juego actual de Monopoly, las subastas se hacen solo cuando una propiedad sin dueño no es comprada por el jugador que cayó en ella. En esa misma década, el juego se hizo popular en la comunidad de Reading, Pensilvania. Otro estudiante de Nearing, Thomas Wilson, le enseñó el juego a su primot, Charles Muhlenberg alrededor de 1915–1916. La patente original de The Landlord's Game expiró en 1921. Para ese entonces, los juegos hechos a mano se les conocía simplemente como Monopoly. Charles Muhlenberg y su esposa, Wilma, enseñaron el juego a los hermanos de Wilma, Louis y Ferdinand "Fred" Thun, a principio de 1920.
Mientras tanto, Magie regresó a Illinois, y se casó con Andrew Phillips. Se mudó a Washington D. C. con su esposo en 1923, y volvió a patentar una versión revisada de The Landlord's Game en 1924 (bajo su nombre de casada, Elizabeth Magie Phillips). Esta versión, a diferencia de su primera patente, incluía nombre de calles (aunque las versiones publicadas en 1910 bajo su primera patente también contenían nombres de calles). Magie intentó recuperar el control sobre la gran cantidad de juegos hechos a mano. Para su edición de 1924, algunas calles del tablero fueron nombradas con locaciones y calles de Chicago, notablemente "The Loop" y "Lake Shore Drive." Esta revisión también incluye una regla especial "monopoly " y una tarjeta que permitía que las rentas fuera más altas cuando tenían los tres ferrocarriles y servicios públicos, e incluyeron "chips" para indicar mejoras en las propiedades . Magie de nuevo se acercó a Parker Brothers por su juego, y George Parker se negó una vez más, llamando el juego "demasiado político" . Aunque Parker es atribuido por insistirle a Magie en quitar su patente de 1924.
Luego de que los Thuns aprendieran el juego, empezaron a enseñar las reglas a sus hermanos de la fraternidad de Williams College en 1926. Daniel W. Layman, a su vez, aprendió el juego de los hermanos Thun (que más tarde trataron de vender copias del juego en el mercado, pero fueron asesorados por un abogado que el juego no podría ser patentado, ya que no lo habían inventado). Layman más tarde regresó a su ciudad natal Indianápolis, Indiana, y comenzó a jugar el juego con amigos allí, luego produjo versiones hechas con calles de esa ciudad. Layman luego comercialmente produjo y vendió juegos, empezando en 1932, con una amigo en Indianápolis, quien era dueño de Electronic Laboratories. Este juego fue vendido bajo el nombre de The Fascinating Game of Finance (más tarde renombrado Finance). Layman pronto vendió sus derechos del juego, las cuales fueron con licencia, producidos y vendidos por Knapp Electric. El tablero contenía cuatro ferrocarriles (uno en cada lado) y tarjetas de Chance y Community Chest, además de espacios y propiedades agrupadas por símbolos en vez de por color. También en 1932, una edición de The Landlord's Game fue publicada por Adgame Company con un nuevo conjunto de reglas, llamado Prosperity, también por Magie.
Fue en Indianápolis donde Ruth Hoskins aprendió el juego, y lo llevó a Atlantic City. Después de su llegada, Hoskins hizo un nuevo tablero con nombres de calles de Atlantic City, y lo enseñó a un grupo local Quaker. Se ha argumentado que su mayor contribución al juego fue reinstaurar la regla original de Lizzie Magie de "comprar propiedades a su valor de cotización" en lugar de la subasta de ellos, porque los Quakers no creían en las subastas. Otra fuente afirma que los Quakers simplemente "no les gustaba el ruido de las ventas en subastas públicas ." Dentro del grupo en el cual enseñaba Hoskins, estaba Eugene Raiford y su esposa, quien tomó una copia del juego pero en vez de nombres de calles de Antlantic City, eran de Filadelfia. Debido a la falta de familiaridad de los Raifords con las calles y propiedades de Filadelfia, la versión de Atlantic City fue la que se le enseñó a Charles Todd, quien a cambio se la enseñó a Esther Darrow, esposa de Charles Darrow. Después de aprender el juego, Darrow comenzó a distribuir el mismo el juego como Monopoly. Darrow inicialmente hizo los decorados del juego Monopoly a mano con la ayuda de su primer hijo, William Darrow, y su esposa. Sus nuevos conjuntos contenían la falta de ortografía de Charles Todd "de Marvin Gardens". Charles Darrow dibujo los diseños y bosquejos a pluma en piezas redondas de hule, y luego su hijo y esposa lo ayudaron a rellenar espacios con colores y la escritura de las tarjetas al igual que las tarjetas Chance y Community Chest. Después de que la demanda del juego aumentó, Darrow contactó una empresa de impresión, Patterson y White, que imprime los diseños de los espacios de propiedad en los tableros de cartón cuadrados. El diseño del juego de mesa de Darrow, incluía elementos que más adelante se hicieron famosos en versiones producidas por ParkerBrothers, incluyendo las negras locomotoras en los espacios de ferrocarril, el automóvil en "Free Parking", la flecha roja en "Go", el grifo en "Water Works", la bombilla de "Electric Company", y los signos de interrogación de los espacios "Chance", aunque muchos de los logos actuales fueron creados por un artista gráfico que contrataron. Si bien Darrow recibió una marca registrada de su juego en 1993, sus ejemplares han desaparecido de los archivos de la Oficina de Derechos de Autor de Estados Unidos, aunque la prueba de su registro se mantiene.

## Adquisición por Parker Brothers

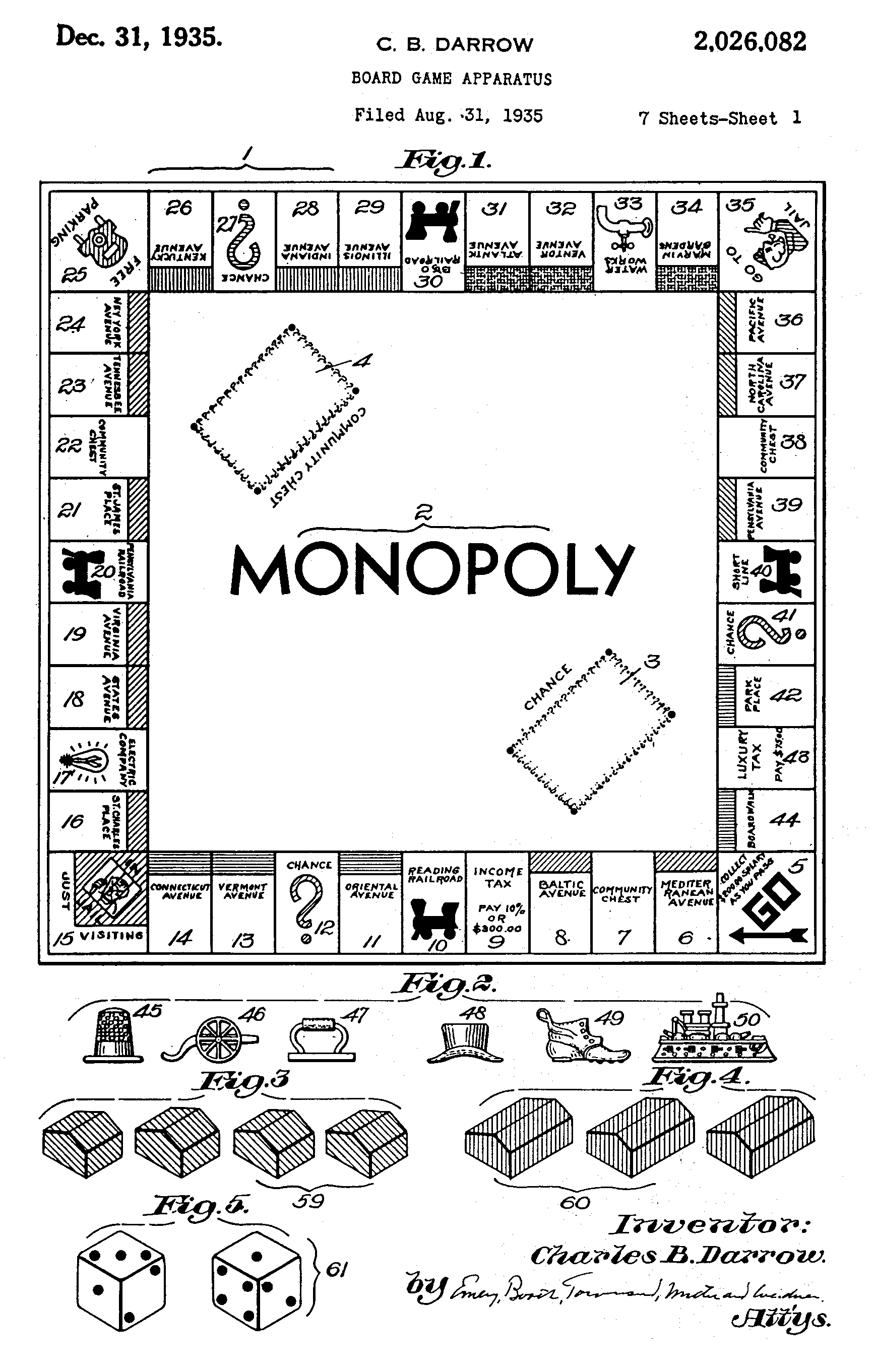
Primera página de presentación de patentes de Charles Darrow para Monopoly, presentada y concedida en 1935

Darrow primero llevó el juego a Milton Bradley y trató de venderlo como si él lo hubiera inventado. Lo rechazaron en una carta datada del 31 de mayo de 1934. Después de Darrow envió el juego a Parker Brothers, más tarde en 1934, rechazaron el juego como " demasiado complicado, demasiado técnico , y tomaron demasiado tiempo en jugarlo. " Darrow recibió una carta de rechazo firmada el día 19 de octubre de 1934. Durante este tiempo, la historia de los "52 errores de diseño" fue inventada como razón por la cual Parker rechazó al Monopoly, pero esto ha sido recientemente demostrado ser del "mito de la creación" alrededor del juego inventado por Parker.
A principios de 1935, sin embargo, la empresa se enteró de excelentes ventas del juego durante la temporada de Navidad de 1934 en Filadelfia y en la FAO Schwarz en la ciudad de Nueva York. Robert Barton presidente de Parker Brothers, contactó Darrow y programó una nueva reunión en la ciudad de Nueva York. El 18 de marzo, Parker Brothers trajo el juego de Darrow, ayudaron a sacar la patente y compraron el inventario sobrante. Para abril de 1935, la compañía había aprendido que Darrow no era el único inventor del juego, pero buscó una declaración jurada por Darrow para repetir sus declaraciones pero al contrario, y así reforzar su reclamo al juego. Parker Brothers después decidió comprar la patente de Magie de 1924 y los derechos de autor de otras variantes comerciales del juego para reclamar que tenía derechos legítimos e indiscutibles sobre el juego.

Robert Barton, presidente de Parker Brothers, compró los derechos de Finance de Knapp Electric más adelante en 1935. Finance sería remodelado , actualizado, y continuaría siendo vendido por Parker Brothers en la década de 1970 . Otros juegos basados en el mismo principio, tales como Inflation, diseñaso por Rudy Copeland y publicado por Thomas Sales Co., en Fort Worth, Texas, también llamaron la atención de la gestión de Parker Brothers en la década de 1930, después de iniciar ventas de Monopoly. Copeland continuó vendiendo este último juego después de que Parker Brothers intentó demandar la patente. Parker Brothers tenía las patentes de Magie y Darrow, pero se negociaron con Copeland en lugar de ir a juicio, ya que Copeland estaba preparado para tener testigos testificando que habían jugado Monopoly antes de la "invención" de Darrow del juego. El acuerdo extrajudicial permitió a Copeland licenciar patentes de Parker Brothers . Otros acuerdos incluían Big Business de Transogram, y Easy Money de Milton Bradley, basado en Finance de Daniel Layman. Otra copia, llamada Fortune, fue vendida por Parker Brothers, y se combinó con Finance en algunas ediciones.

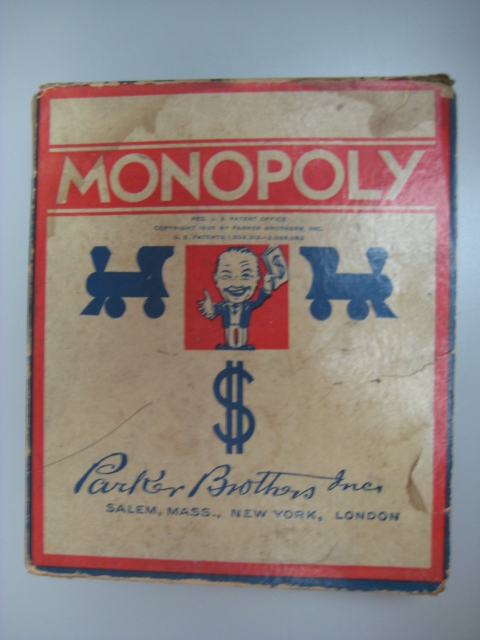
Tapa de la caja de la copia de Monopoly publicada por los Parker Brothers (the "Number 7 Black Box Edition") 1936–1941.

Monopoly fue comercializado por primera vez en una amplia escala por Parker Brothers en 1935. Una edición estándar, con un pequeño cuadro negro con tabla independiente y una edición de lujo más grande, con una caja lo suficientemente grande como para contener al tablero, se vendieron en el primer año de propiedad de Parker Brothers. Estas se basaron en las dos ediciones vendidas por Darrow . Los juegos de Parker Brothers fueron los primeros en incluir piezas de metal como fichas de los jugadores. George Parker escribió el mismo varias de las reglas del juego, inistiendo que las reglas de "juego corto" y "límite de tiempo" se deberían de incluir. En el tablero original de Parker Brothers (reimpreso en 2002 por Winning Moves Games), no había íconos en los espacios de Community Chest (el cofre azul desbordando monedas de oro fue creado más adelante) y no había el anillo de oro en el espacio de Luxury Tax. Tampoco estaban impresos los valores de las propiedades en el tablero. El Income Tax era sutilmente más alto (siendo $300 or10%, en vez de $200 o 10%). Algunos de los diseños conocidos hoy se implementaron a instancias de George Parker. Las tarjetas Chance y Community Chest estaban ilustradas (aunque ediciones anteriores sólo contenían texto) sin "Rich Uncle Pennybags", quien fue introducido en 1936.
Más adelante en 1935, después de saber de The Landlord's Game y Finance, Robert Barton tuvo una segunda reunión con Charles Darrow en Boston. Darrow admitió que había copiado el juego a un amigo, él y Barton llegaron a un acuerdo de regalías revisadas, otorgando a Parker Brothers los derechos mundiales y la liberación de Darrow de los costos legales en que se incurriría la defensa del origen del juego .

### Licencia fuera de Estados Unidos
En diciembre de 1935, Parker Brothers envió una copia del juego a Victor Watson de Waddington Games. Watson y su hijo Norman probaron el juego durante un fin de semana, y les gustó tanto que Waddington dio el paso (luego extraordinario) de hacer una llamada transatlántica a Parker Brothers, la primera llamada realizada o recibida por cualquiera de estas sociedades Esto impresionó suficientemente a Parker Brothers para que se le concediera a Waddington la licencia para Europa y la entonces Comunidad Británica, excluyendo Canadá. La versión de Waddingtons, su primer juego de mesa, con lugares de Londres sustituyendo a los del juego original de Antantic City, fue producida por primera vez en 1936.
El juego fue un gran éxito en el Reino Unido y Francia, pero la edición alemana de 1936, publicado por Schmidt Spiele, desapareció del mercado a los tres años. Esta edición, con poblaciones de Berlín, fue denunciada, presuntamente por Joseph Goebbels a la juventud de Hitler debido al "carácter especulativo judío" del juego. También se alega que la verdadera razón detrás de la denuncia nazi se debió a los miembros de alto rango (es decir, Goebbels, de nuevo) que vivían en las propiedades de las secciones del tablero con los valores más altos, y no querían estar asociada con un juego. El juego tuvo su última aparición en un catálogo de Schmidt Spiele de 1938 antes de la Segunda Guerra Mundial. Una nueva edición alemana, con los nombres, calles y estaciones de tren "genéricos" (es decir, no elegidos de una sola ciudad alemana) no apareció hasta 1953 . La versión alemana de 1936, con las cartas originales y los lugares de Berlín, fue reimpresa en 1982 por Parker Brothers y otra vez en 2003 (en una caja de madera), y en 2011 (en una lata de metal roja) por Hasbro.
Waddington licenció otras ediciones entre 1936-1938, y el juego se exportó desde el Reino Unido y revendido o reproducido en Suiza , Bélgica, Australia, Chile, Países Bajos y Suecia. En Italia, en virtud de los fascistas, el juego fue cambiado drásticamente por lo que tendría un nombre italiano, ubicaciones en Milán, y grandes cambios en las reglas. Esto era para cumplir con la legislación italiana de la época. Editores italianos, Editrice Giochi, produjeron el juego en Italia hasta 2009, después de haber celebrado un acuerdo de licencia exclusivo de Parker Brothers y su propio derecho de autor se remonta a 1935/1936 . A partir de 2009 , Hasbro se ha hecho cargo de la publicación del juego en Italia, pero también, por ahora, mantiene las propiedades con sede en Milán.
En Austria, versiones del juego aparecieron como Business y Spekulation (Especulación), y eventualmente renovado para convertirse en Das Kaufmännische Talent (DKT) (The Businessman's Talent). Versiones de DKT se han vendido en Austria desde 1940. El juego apareció por primera vez como Monopoly en Austria alrededor de 1981. La edición de Waddingtons fue importada a Países Bajos en 1937, y una versión totalmente traducida apareció por primera vez en 1941.
Waddingtons más adelante produjo juegos especiales durante la Segunda Guerra Mundial la cual secretamente contenía archivos, una brújula y un mapa impreso en seda, y dinero real escondido en el dinero de Monopoly, para permitir a los prisioneros de guerra escapar de los campos alemanes. Sin embargo , esta historia ha sido objeto de reciente escrutinio y está siendo disputada .
El coleccionista Albert C. Veldhuis cuenta con un mapa en su sitio web "Monopoly Lexicon" donde se muestran las versiones del juego que fueron rehechas y distribuidas en otros países, con las versiones de Atlantic City, Londres y París siendo las más famosas. Después de la Segunda Guerra Mundial, los juegos caseros a veces aparecían detrás de la Cortina de Hierro, a pesar de que el juego fue prohibido con eficacia. Monopoly se cita como el juego de mesa jugado con más frecuencia y con más duplicaciones a través de las copias hechas a mano en la antigua República Democrática Alemana .  Una versión oficial del juego fue impresa por Parker Brothers para la Unión Soviética en 1988. Después del fin de la Guerra Fría, ediciones oficiales han sido publicadas en el este de Europa por Parker, Tonka y Hasbro. Hungría fue el primero, en 1992, seguido por la República Checa y Polonia en 1993, Croacia en 1994, Eslovenia en 1996, Romania y la nueva edición de Rusia en 1997, y Estonia, Letonia, Lituania y Eslovaquia, todos en 2001.

## Comercialización dentro de Estados Unidos en 1930s
En 1936, Parker Brothers publicó cuatro ediciones más junto a las dos originales:la edición popular,  edición fina, edición de oro y la edición de lujo, con precios que van desde US $ 2 a US $ 25 en dinero de 1930 . Después de que Parker Brothers empezara a lanzar sus primeras ediciones del juego, Elizabeth Magie Phillips fue perfilada en el periódico Evening Star de Washington D. C., el cual discutía sus dos ediciones de The Landlord's Game. En diciembre de 1936, desconfiado por la moda de Mah -jong y Ping - Pong, que habían dejado inventario sin vender atrapado en el almacén de Parker Brothers, George Parker ordenó un alto a la producción de Monopoly hasta que las ventas se estabilizaran. Sin embargo, durante la temporada de Navidad, las ventas volvieron a subir, y continuó el resurgimiento. A principios de 1937, mientras Parker Brothers preparaba el lanzamiento del juego de mesa Bulls and Bears con la fotografía de Darrow en la tapa de la caja (aunque él no estuviera involucrado en el juego), un artículo de la revista Time sobre el juego hizo ver como si Darrow fuera el único inventor de ambos juegos; Bulls and Bears y Monopoly.

## Comercialización de los Parker Brothers 1940s-1960s
Al comienzo de la Segunda Guerra Mundial, tanto Parker Brothers como Waddington, almacenaron materiales que podrían utilizar para una mayor producción de juegos. Durante la guerra, Monopoly fue producido con fichas de madera en los EE. UU., y la cubierta de celofán del juego fue eliminado. En el Reino Unido, fichas de metal también fueron eliminadas, y una base con giro especial se introdujo para tomar el lugar de los dados. El juego se mantuvo en impresión durante un tiempo en los Países Bajos, ya que la impresora ahí fue capaz de mantener un suministro de papel. La segunda patente del juego de Elizabeth Magie, The Landlord's Game, expiró en septiembre de 1941, y se cree que luego de la expiración, ella ya no se promovía como inventora del Monopoly. El juego en sí siguió siendo popular durante la guerra, sobre todo en los campos, y los soldados jugando el juego se convirtieron en parte de la publicidad del producto en 1944.
Después de la guerra, las ventas fueron de 800.000 al año a más de un millón. Las ediciones francesas y alemanas volvieron a entrar en producción, y fueron producidas por primera vez ediciones para España, Grecia, Finlandia e Israel. Para finales de 1950, Parker Brothers imprimía solo juegos con tablero, piezas y materiales empacados en una sola caja blanca. Varios ejemplares de esta edición se exhibieron en la Exposición Nacional de Estados Unidos en Moscú en 1959. Todos fueron robados de la exposición. A principios de 1960, empezó a ocurrir "acontecimientos Monopoly", principalmente sesiones de maratón del juego, las cuales fueron reconocidas por el Comité de Documentación de Registros de Maratón de Monopoly en la ciudad de Nueva York. Además de las sesiones maratónicas, los juegos se jugaron en grandes tableros en el interior y al aire libre, dentro de los hoyos del patio trasero, en el techo de una sala de la Universidad de Míchigan, en dormitorios y bajo el agua. En 1965, un juego del 30° Aniversario se produjo en una caja especial de plástico.

## Fin de la independencia de los Parker Brothers

### Comercialización bajo General Mills 1968-1985
Parker Brothers fue adquirido por General Mills en febrero de 1968. La primera edición en Braille de Monopoly es publicada en 1973. También en 1973, el comisionado de obras públicas de Atlantic City consideró cambios de nombre para las avenidas Baltic y Mediterranean, los fanes del juego de mesa, con el apoyo del presidente de Parker Brothers , presionaron con éxito para que la ciudad mantuviera los nombres. Después General Mills se adueñara de Parker Brothers, las licencias de Monopoly con Waddingtons fueron renegociadas (así como la licencia de Clue/Cluedo license con Parker Brothers/General Mills por Waddingtons). Para 1974, Parker Brothers había vendido 80 millones de juegos. En 1975 , una nueva edición de aniversario se produjo , pero esta edición llegó en una caja de cartón parecía una edición estándar . Parker Brothers estaba bajo la gestión de General Mills mientras los primeros seis Torneos Monopoly ocurrieron.

### Juguetes Kenner Parker y Kenner Parker Tonka 1985-1991
Kenner se combinó con Parker Brothers y dio como resultado Kenner Parker Toys en 1985. Ediciones regulares y deluxe del 50° Aniversario de Monopoly fueron lanzadas el mismo año. El spin off del juego, Advance to Boardwalk, fue publicado en 1985. Kenner Parker fue adquirido por Tonka en 1987. El torneo de 1987/1988 de Monopoly fueron realizados bajo la administración de Kenner Parker Tonka.
En el Reino Unido, el publicador de Monopoly, Waddingtons, lanzó su primera edición que no era de Londres en 1989, creando una edición limitada basada en Leeds para recaudar fondos de caridad.

### Monopoly (show del juego)
En 1990, Merv Griffin Enterprises convirtió al Monopoly en un programa de juego en horario estelar, transmitiéndose después de Super Jeopardy! los sábados por la noche en ABC. El programa era conducido por Mike Reilly y anunciado por Charlie O'Donnell.

## Comercialización 1990s
Se publicó Monopoly Junior por primera vez en 1990. Kenner Parker Tonka fue adquirida por Hasbro en 1991. Una edición todo- Europa fue publicada por Parker Brothers en 1991 para las naciones de las entonces Comunidades Europeas, usando ECU (Moneda Europea). Después de la adquisición por Hasbro, la publicación de Monopoly en los EE. UU. cesó en la planta de Parker Brothers en Salem, Massachusetts en noviembre de 1991.
En 1994, se emitió la licencia a la empresa que se convertiría en USAopoly, y produjo una edición de San Diego, California, como su primer juego de mesa. En 1995, se le concedió una licencia para nuevas variantes del juego y reimpresiones de Monopoly para Winning Moves Games.
En 1995, una edición del 60° Aniversario fue lanzada en una caja dorada. A finales de 1998, Hasbro anunció una campaña para agregar un token totalmente nuevo a las ediciones estándar de Monopoly. Los votantes podían elegir entre un biplano, una alcancía y un saco de dinero - con los votos siendo contados a través de un sitio web especial, a través de un número de teléfono gratuito, y en las tiendas de la FAO Schwarz .
En marzo de 1999, Hasbro anunció que el ganador fue el saco de dinero (con el 51 por ciento de los votos, frente al 29 por ciento para el biplano y un 20 por ciento para la alcancía) . Así, el saco de dinero se convirtió en el primer nuevo token añadido al juego desde principios de la década de 1950 . En 1999, Hasbro renombró al "Rich Uncle Pennybags" como "Mr. Monopoly", y realizó ediciones de Monopoly de Star Wars: Episodio I, Pokémon y Millennium. Una segunda edición europea fue lanzada en 1990, esta vez usando el Euro como moneda, pero nombrando incorrectamente a Ginebra como capital de Suiza.

## Comercialización 2000s
Una edición del 65° Aniversario fue publicada con una variación en la caja blanca en el 2000. En 2001, la edición europea se volvió a emitir, corrigiendo el error de la impresión de 1999, y correctamente listando a Berna como la capital de Suiza. En 2005, la edición del 70° Aniversario fue publicada en una caja metálica con un estuche de plástico. También empezando en 2005, varias ediciones "Aquí y Ahora" en múltiples países. La primera versión de esta edición fue para el mercado del Reino Unido, y su éxito llevó a la selección de propiedades en una edición estadounidense por votación en línea. Las propiedades más populares fueron puestas en los EE. UU. " Aquí y ahora " en el tablero de la edición del año 2006. Esto, a su vez, dio lugar a una edición de " Aquí y ahora " en todo el mundo (lanzada en 2008), junto con otras ediciones nacionales (incluyendo una segunda edición para el Reino Unido de " Aquí y Ahora ") con propiedades seleccionadas por votaciones en línea. El principal objetivo del "Aquí y ahora" era la pregunta "¿Qué pasaría si Monopoly fuera inventado hoy?"
Los primeros cambios en el modo de juego Monopoly ocurrieron con la publicación tanto de la edición de Banco Electrónico "Aquí y ahora"  Monopoly y Monopoly: La Mega Edición por Winning Moves Games en 2006. La edición de banco electrónico utiliza tarjetas de marca VISA y un lector de tarjetas de débito para transacciones monetarias, en vez de billetes de papel. Esta edición está disponible en el Reino Unido, Alemania, Francia, Australia e Irlanda. Una versión fue lanzado en los EE. UU. en 2007, aunque sin las tarjetas marca Visa. Un contador electrónico había sido presentado en las ediciones de la Bolsa lanzada en Europa en la década de 2000, y es también una característica del juego de mesa Monopoly City lanzado en 2009 .
La Edición Mega ha sido ampliado para incluir a cincuenta y dos espacios (con más nombres de las calles tomadas de Atlantic City ), rascacielos (que se jugarán después de hoteles), depósitos de trenes, el 1000 denominado del dinero del juego, así como " billetes de autobús " y un "die speed". Poco después del lanzamiento de Mega Monopoly en 2006, Hasbro adoptó la misma versión azul del "die speed" en una edición especia "Speed Die". Para el 2008 , el "die", ahora rojo, se convirtió en una adición permanente al juego, aunque su uso sigue siendo opcional. En la edición de campeonato del 2009, el uso de "speed die" es obligatorio, así como también se volvió obligatorio en la mayoría de los torneos del 2009 de Monopoly.
Además de añadir permanentemente el "speed die" en 2008, Hasbro también instituyó más cambios en la edición estándar de Estados Unidos del juego, incluyendo las avenidas Mediterranean y Baltic Avenues en el grupo café, haciendo que en el espacio de Income Tax se pagaran $200 (quitando la opción del 10%), cambiando los colores de los espacios de GO de rojo a negro, incrementando el Luxury Tax a $100 (de $75), y cambiando ciertas cartas de Community Chest y Chance. Los cambios en estas cuatro áreas hacen la edición estándar de Estados Unidos más uniforme con las de Reino Unido y las ediciones europeas modernas. En 2009, Winning Moves Games introdujo " La edición Classic" , con un tablero de juego y tarjetas pre - 2008, reinclusión del "saco de dinero" como pieza para jugar y un logotipo MONOPOLY en el centro del tablero, ni con la versión 1985 o 2008 del actual "Mr. Monopoly" . También en 2009 , Monopoly "temáticos" entraron en el mercado al por menor, incluyendo las ediciones de los amantes de los perros y los amantes del deporte, que incluyen dinero personalizadas, sustitutos de casas y hoteles, y fichas personalizadas, pero no tablero.

## Comercialización 2010s
A principios del 2010, Hasbro comenzó a vender juegos "Free Parking" y "Get out of Jail", los cuales pueden ser jugados de manera individual o cuando un jugador cae en las respectivas casillas de Monopoly. Si se juegan mientras una partida de Monopoly, al jugador ganador se le es otorgado un "paseo gratis en taxi a cualquier casilla del juego" o "sal de la cárcel gratis" respectivamente. Una nueva edición perzonalizada, llamada "U-Build", también fue lanzada. Más tarde, en 2010, para el 75° aniversario de la publicación del juego, Hasbro lanzó Revolución Monopoly, dando al juego un nuevo diseño gráfico, así como una forma redonda, que no había sido vista desde algunas de las versiones hechas a mano de Darrow en los años 1930.  El juego incluye "tarjetas bancarias", las cuales fueron introducidas en la edición "Banco Electrónico" a principios de la década. El juego también cuenta con piezas transparentes de plástico para los jugadores y efectos de sonido electrónico, desencadenado por ciertos eventos (por ejemplo, un " portazo de la celda de la cárcel ", efecto de sonido cuando un jugador va a la cárcel ). Monopoly En Vivo fue anunciado en la Feria del Juguete de Nueva York en febrero de 2011 . La versión Monopoly Millionaire del juego fue lanzada en 2012.
A principios del 2013, una versión en línea de Monopoly Hotels fue lanzada. Del 8 de enero al 5 de febrero del 2013, a través de la página de Monopoly en Facebook, Hasbro tomó votos del público en una campaña llamada "Salva tu token" para hacer otro cambio permanente en la alineación de fichas de juego. El token con el menor número de votos sería retirado y reemplazado por una de las cinco otras fichas, dependiendo de cual de los nuevos candidatos obtuviera la mayoría de votos. Las fichas potenciales eran un robot, un helicóptero, un gato, una guitarra o un anillo de diamantes Ninguno de los votos de 1998 del biplano y de la alcancía fueron considerados. Temprano el 6 de febrero, se anunció que la plancha se retiraría por haber recibido menos votos, y el gato lo sustituiría, habiendo recibido más votos. Empezando en febrero del 2013, la cadena Target empezaría a vender un "Token Dorado", empaquetado con los ocho tokens clásicos y los cinco candidatos. Ediciones especiales con los trece tokens dorados también fueron lanzadas en el Reino Unido y en Francia. El primer juego Monopoly con la nueva alineación de tokens fue lanzado en junio del 2013. En 2015, el juego celebra su 80° aniversario con ocho tokens de cada década en una edición especial.

## TorneoMonopoly1973-2015
El primero torneo Monopoly fue sugerido por Victor Watson de Waddington después del Campeonato Mundial de Ajedrez en 1972. Dichos campeonatos también son realizados para jugadores del juego de mesa Scrabble. El primer campeonato europeo se llevó a cabo en Reykjavík, Islandia, el mismo lugar que el Campeonato Mundial de Ajedrezde 1972. Cuentas difieren en cuanto al eventual ganador: Philip Orbanes y Victor Watson nombró a John Mair, representante de Irlanda y el eventual ganador de 1975, como también ganador del Campeonato Mundial. Gyles Brandreth, un campeón del Monopoly Europeo después, nombró a Pierre Milet, representando a Francia, como el campeón de Europa . Una de las razones de las diferentes cuentas del eventual ganador es atribuible a una controversia de menor importancia con el juego final. De acuerdo con Randolph "Ranny" P. Barton, de Parker Brothers, un error fue hecho por uno de los participantes y una protesta fue levantada por un oponente. Los jueces (Barton, Watson, y un representante de Miro, los publicadores franceses de Monopoly) analizaron las opciones de iniciar nuevamente el juego final y retrasar el avión fletado que los llevaría a casa desde Islandia o permitir que el juego siguiera con error, y les permitiría tomar su respectivo vuelo. Al final, los jueces confirmaron el resultado del juego con el error corregido .
Victor Watson y Ranny Barton empezaron a realizar torneos en el Reino Unido y en Estados Unidos, respectivamente. Campeones del mundo fueron declarados en Estados Unidos en 1973 y 1974 (y aún son considerados Campeones del Mundo oficiales por Hasbro) . Mientras que en el torneo de 1973, el primero, emparejó tres campeones regionales de Estados Unidos contra el campeón del Reino Unido y por lo tanto podría argumentar que es el primer torneo internacional, los verdaderos torneos internacionales multinacionales se llevaron a cabo por primera vez en 1975. Ambos autores (Orbanes y Brandreth) coinciden en que John Mair fue el primer verdadero campeón del mundo, como se decidió en el torneo celebrado en Washington D. C. días después de la celebración del Campeonato de Europa (que Mair también había ganado), en noviembre de 1975 .
Para 1982, los torneos en Estados Unidos presentaron una competencia entre los ganadores de los torneos en los 50 estados, que competían para convertirse en el campeón de Estados Unidos. Torneos nacionales se llevaron a cabo en los EE. UU. y el Reino Unido el año anterior al Campeonato Mundial a través de 2003-2004 , pero en el mismo año a partir de 2009 (ver tabla abajo). La determinación del campeón estadounidense se cambió para el torneo del 2003: ganadores de un concurso basado en un desafío en Internet fueron seleccionados para competir en vez de seleccionar a un campeón por cada uno de los 50 estados. Los torneos son normalmente celebrados cada cuatro a seis años. El próximo Campeonato Mundial se llevará a cabo en septiembre de 2015 en el Venetian en Macao, China. En el pasado, la edición del tablero del campeonato de Estados Unidos fue usado a nivel mundial mientras que las variantes nacionales se utilizan a nivel nacional. Desde que se comenzó a jugar a nivel internacional en 1975 , ningún campeón del mundo ha venido de los Estados Unidos, siendo considerado como el " lugar de nacimiento" del juego. Sin embargo, Dana Terman, Campeón de Estados Unidos en dos ocasiones, quedó en segundo lugar en el Campeonato Mundial de 1980, y Richard Marinaccio , el campeón de Estados Unidos del 2009, obtuvo el tercer lugar en el Campeonato Mundial de 2009.
Por lo menos 14 países particiárán en el Campeonato Mundial del 2015, pero hasta el momento ningún detalle ha sido revelado de algún potencial Campeonato de Estados Unidos para el 2015.
| Año  | Lugar                                       | Ganador                          |
| 1973 | Catskills, Nueva York, Estados Unidos       | Lee Bayrd, Estados Unidos        |
| 1974 | Nueva York City, Nueva York, Estados Unidos | Alvin Aldridge, Estados Unidos   |
| 1975 | Washington D. C., Estados Unidos            | John Mair, Irlanda               |
| 1977 | Monte Carlo, Mónaco                         | Cheng Seng Kwa, Singapur         |
| 1980 | Bermuda                                     | Cesare Bernabei, Italia          |
| 1983 | Palm Beach, Florida, EUA                    | Greg Jacobs, Australia           |
| 1985 | Atlantic City, Nueva Jersey, EUA            | Jason Bunn, Reino Unido          |
| 1988 | Londres, Inglaterra                         | Ikuo Hyakuta, Japón              |
| 1992 | Berlín, Alemania                            | Joost van Orden, Holanda         |
| 1996 | Monte Carlo, Mónaco                         | Christopher Woo, Hong Kong       |
| 2000 | Toronto, Ontario, Canadá                    | Yutaka Okada, Japón              |
| 2004 | Tokio, Japón (originalmente en Hong Kong)   | Antonio Zafra Fernández, España  |
| 2009 | Las Vegas, Nevada, Estados Unidos           | Bjørn Halvard Knappskog, Noruega |
| 2015 | Macau, China                                | TBD Sep 7-9                      |

| Año  | Lugar                       | Ganador                                  |
| 1973 | Catskills, Nueva York       | Lee Bayrd, Los Ángeles, California       |
| 1974 | Nueva York City, Nueva York | Alvin Aldridge, Dayton, Ohio             |
| 1975 | Atlantic City, Nueva Jersey | A.E. "Gus" Gostomelsky, Skokie, Illinois |
| 1977 | Nueva York City, Nueva York | Dana Terman, Wheaton, Maryland           |
| 1979 | Nueva York City, Nueva York | Dana Terman, Wheaton, Maryland           |
| 1982 | Washington D. C.            | Jerome Dausman, Olney, Maryland          |
| 1984 | Los Ángeles, California     | Jim Forbes                               |
| 1987 | Washington D. C.            | Gary Peters, Boca Raton, Florida         |
| 1991 | Nueva York City, Nueva York | Gary Peters, Boca Raton, Florida         |
| 1995 | Nueva York City, Nueva York | Roger Craig, Harrisburg, Illinois        |
| 1999 | Las Vegas, Nevada           | Matt Gissel, St. Albans, Vermont         |
| 2003 | Atlantic City, Nueva Jersey | Matt McNally, Las Vegas, Nevada          |
| 2009 | Washington D. C.            | Rick Marinaccio, Buffalo, Nueva York     |
| 2015 | TBA                         |                                          |

| Ganadores del campeonato Monopoly de Canadá |                                 |
| ------------------------------------------- | ------------------------------- |
| Año                                         | Ganador                         |
| 1975                                        | SEUAn Touchbourne, Toronto      |
| 1976                                        | Greg Henkel, Winnipeg           |
| 1977                                        | Greg Henkel, Winnipeg           |
| 1980                                        | David Brooks, Concord           |
| 1983                                        | David Brooks, Concord           |
| 1985                                        | David Brooks, Concord           |
| 1988                                        | Cara Buffett, North Sydney      |
| 1992                                        | Jay Bleiweiss, Toronto          |
| 1995                                        | Bill Bartel, Winnipeg           |
| 2000                                        | Bill Bartel, Winnipeg           |
| 2004                                        | Leon Vandendooren, Edmonton     |
| 2009                                        | Will Lusby, Ottawa              |
| 2015                                        | Andrea Cameron, Holland Landing |

## Localizaciones, licencias y spin-offs
Las ediciones hechas a mano originales del juego Monopoly habían sido localizados para las ciudades o áreas en que se jugaron, y Parker Brothers ha seguido esta práctica. Su versión de Monopoly se ha producido en los mercados internacionales, con los nombres de los lugares que se localizan por ciudades como Londres y París, y para países como los Países Bajos y Alemania , entre otros. En 1982 , Parker Brothers declaró que el juego " se ha traducido a más de 15 idiomas ...." En 2009, Hasbro reportó que el Monopoly se publicó oficialmente en 27 idiomas, y ha sido licenciada por ellos en 81 países. A partir de enero de 2013, Hasbro estableció que el juego ya está disponible en 43 idiomas y 111 países.
El juego también ha inspirado spin-offs oficiales, tales como los juegos de mesa Advance to Boardwalk de 1985. Ha habido seis juegos de cartas: Water Works de 1972, Free Parking de 1988, Express Monopoly de 1993, Monopoly: The Card Game de 1999, Monopoly Deal de 2008 y Monopoly Millionaire Deal de 2012. Finalmente, ha habido dos juegos de dados: Don't Go to Jail de 1991 y una actualización, Monopoly Express, (2006–2007). Una segunda línea de productos y licencias existen en Monopoly Junior, primero publicado en 1990. A finales de 1980, ediciones oficiales de Monopoly aparecieron para Sega Master System, Commodore 64 y Commodore 128. Un programa de juegos de televisión, producido por King World Productions, se intentó en el verano de 1990, pero duró solamente 12 episodios. En 1991–1992, versiones oficiales aparecieron para Apple Macintosh, y NES, SNES y Game Boy de Nintendo. En 1995, como Hasbro (que se había apropiado de Kenner Parker Tonka en 1991) se preparaba para lanzar Hasbro Interactive como nueva marca, escogieron Monopoly y Trivial Pursuit en ser sus dos primeros juegos en CD-ROM. El  juego en CD-ROM de Monopoly también permitía jugar por Internet. Versiones en CD-ROM de las licencias oficiales de Star Wars y FIFA World Cup '98 también fueron lanzados. Más adelante spin-offs exclusivos en CD-ROM, Monopoly Casino and Monopoly Tycoon, fueron producidos bajo licencia.
Varios fabricantes del juego han creado decenas de versiones con licencia oficial, en la que los nombres de las propiedades y otros elementos del juego son sustituidos por otros de acuerdo con el tema del juego. El primero dicha licencia se otorgó en 1994, a la empresa que se convirtió en EUAopoly, comenzando con una edición de San Diego de Monopoly y posteriormente incluyendo temas tales como parques nacionales, Star Trek, Star Wars, Nintendo, personajes de Disney, Pokémon, Peanuts, varias ciudades particulares (como Las Vegas y Nueva York City), estados, colegios, universidades, la Copa Mundial, NASCAR, equipos deportivos profesionales y muchos otros. EUAopoly también vende ediciones corporativas especiales de Monopoly. Ediciones corporativas especiales han sido producidas para Best Buy, los Boy Scouts of America, FedEx, y UPS, entre otras. En 1995, una segunda licencia fue otorgada a Winning Moves Games en Massachusetts. Winning Moves ha producido un nuevo de juego de mesa y cartas basadas en Monopoly en los Estados Unidos. Winning Moves también produce ediciones localizadas del juego en el Reino Unido, Francia, Alemania y Australia. La edición de Doctor Who del 50° Aniversario de Monopoly viene es un caso especial, siendo originalmente producida por Winning Moves en el Reino Unido, y revendido por EUAopoly en Estados Unidos Una tercera licencia fue otorgada en el 2000 por Hasbro a Winning Solutions, Inc., que produce ediciones deluxe especiales, mayormente vendidas a comerciantes especiales. Otras ediciones localizadas con licencia del juego se están publicando en Nigeria y los Países Bajos, entre otros lugares.
Cuando se crearon ediciones de licencias modernas, tales como las ediciones de Monopoly de los Looney Tunes y Las Chicas Superpoderosas, Hasbro incluyó variaciones especiales en las reglas para que se jugaran en la temática de la licencia. Infogrames, quien ha producido ediciones de Monopoly en CD-ROM, también incluyen "las reglas de la casa" como variación en el juego. Electronic Arts, quien publica versiones electrónicas recientes del juego, como para Nintendo Wii, también incluye la selección de ciertas reglas de la casa.
Versiones no oficiales del juego, que comparten algunas de las características de juego, que también incorporan cambios a fin de no infringir los derechos de autor, han sido creadas por empresas como Late for the Sky Production Company y Help on Board. Estos se realizan para las ciudades más pequeñas, a veces como recaudación de fondos de caridad, y algunos se han creado para los campus universitarios. Otros no tienen una temática geográfica, como Wine-opoly y Chocolate-opoly. También hay una versión llamada Make Your Own -OPOLY, la cual permite la personalización del juego y las reglas.
Antes de la creación de Hasbro Interactive, y después de su venta a Infogrames, versiones oficiales de computadora y videojuegos han sido creadas para varias plataformas. Además de las versiones anteriormente mencionadas, también han sido producidas para Amiga, BBC Micro, Game Boy Advance, Game Boy Color, GameCube, PC, Nintendo 64, PlayStation, PlayStation 2, Sega Genesis, Xbox, y para teléfonos móviles. Una versión para Windows CE fue planeada en 1999. Un juego electrónico de mano fue primero realizado en 1998 que ponía a un jugador humano contra un máximo de tres jugadores seleccionados al azar o personalidades IA elegidas de las cinco disponibles. Un lanzamiento para Nintendo DS (junto con Battleship, Boggle, y Yahtzee) has been published (by Atari), así como una edición independiente para la misma consola (por EA). En 2001, Stern Pinball, Inc. realizó una versión de una máquina pinball de Monopoly, diseñada por Pat Lawlor.

### Reglas de la casa y reglas personalizadas
Las reglas oficiales y el tablero de Parker Brohters se mantuvo sin ningún gran cambio de 1936 al 2008. Ralph Anspach argumentó en contra de esto durante una conversación al aire con el autor del libro The Monopoly Book, Maxine Brady, en 1975, llamándolo como el fin al " progreso continuo " y un impedimento para el progreso. Varios autores que han escrito sobre el juego han notado que las "reglas de la casa" se han hecho populares entre los jugadores, aunque no aparecen en las hojas de las reglas de Parker Brothers. Gyles Brandreth incluyó una sección titulada "Variaciones Monopoly ", Tim Moore señala varias de esas reglas que se utilizan en su Prólogo, Phil Orbanes incluyó su propia sección de variaciones y Maxine Brady recalcó otras pocas en su prefacio. Los autores Noel Gunther y Richard Hutton publicaron Beyond Boardwalk and Park Place en 1986, como guía, por la portada, de "hacer Monopoly otra vez divertido", al introducir nuevas variaciones de reglas y estrategias. R. Wayne Schmittberger, un editor de la revista Games, reconoció el trabajo de Gunther y Hutton en su propia guía en 1992 New Rules for Classic Games (la cual incluye varias páginas de las variaciones de reglas de Monopoly y sugerencias de como cambiar las reglas estándares del juego).
Si un jugador roba una carta de una propiedad a otro jugador sin que se de cuenta por 3 turnos, la propiedad le pertenecerá a él o ella.

## Anti-Monopoly, Inc. vs. Grupo General Mills Fun, Inc. Caso en la corte 1976-1985
Empezando en 1974, Parker Brothers y su compañía aliada, General Mills, intentaron suprimir la publicación de un juego llamado Anti-Monopoly, diseñado por el profesor de economía de San Francisco State University, Ralph Anspach, y lo publicó por primera vez en el año anterior. Anspach comenzó a investigar la historia del juego, y argumentó que los derechos de autor y marcas comerciales pertenecientes a Parker Brothers debían ser anuladas, ya que el juego salió del dominio público. Entre otras cosas, Anspach descubrió el expediente vacío de Charles B. Darrow de 1933 en LSD Oficinas de Estados Unidos de Derecho de Autor, testimonio del caso del juego Inflation que fue descartado por la corte, además de cartas de Knapp Electric desafando a Parker Brothers por el Monopoly. Como el caso fue a juicio en noviembre de 1976, Anspach produjo el testimonio de muchos involucrados con el desarrollo temprano del juego, incluyendo Catherine y Willard Allphin, Dorothy Raiford y Charles Todd . Willard Allphin intentó vender una versión del juego para Milton Bradley en 1931, y publicó un artículo sobre la historia temprana del juego en el Reino Unido en 1975. Raiford ayudó a Ruth Hoskins a producir la versión temprana de los juegos de Atlantic City games. Incluso Daniel Layman fue entrevistado, y la viuda de Darrow fue depuesta. El presidente del tribunal, Spencer Williams, originalmente dictó a favor de Parker Brothers / General Mills en 1977, permitiendo a la marca Monopoly reposar, y permitiendo a las empresas a destruir las copias de Anspach Anti-monopoly . Anspach apeló.
En diciembre de 1979, el noveno Tribunal de Circuito de Apelaciones dictó a favor del profesor Anspach, por una opinión que estuvo de concorde a los hechos acerca de la historia del juego y se diferenciaba a la que Parker Brothers tenía en su cuenta "oficial".  El tribunal también aprobó una prueba de "la motivación de compra" (descrito en la decisión como una " Doctrina genérica"), una "prueba en la cual la marca era válida sólo si los consumidores, cuando pidieran un juego de Monopoly, aignificaban que querían la versión de Parker Brothers.... " Esto tenía el efecto de potencialmente nulificar la marca Monopoly, y la corte devolvió el caso al juez Williams. Williams supo del caso nuevamente en 1980, ay en 1981 dictó a favor una vez más de Parker Brothers. Anspach apeló una vez más, y de nuevo en agosto de 1982, la corte de apelaciones revocó. Más adelante, el caso fue apelado por General Mills/ Parker Brothers a la Corte Suprema de Estados Unidos, que decidió no escuchar el caso en febrero de 1983, y negó una petición de nueva audiencia en abril. Esto permitió que la decisión de la corte de apelaciones siguiera en pie y dejó a Anspach seguir con la publicación de su juego.
Con la marca anulada, el nombre de " Monopoly " entró en el dominio público, en lo que respecta a la designación de los juegos, y una cantidad excesiva de variantes que no pertenecían a Parker Brothers se publicaron. Parker Brothers y otras empresas presionaron al Congreso Unidos Estados a obtener una revisión de las leyes de marca registrada . El caso se resolvió finalmente en 1985, con Monopoly quedando como una marca válida de Parker Brothers, y la asignación de la marca comercial de Anti-monopoly de Anspach a la empresa, pero sin la capacidad de utilizarla bajo licencia . Anspach recibió compensaciones por los costos judiciales y los ejemplares destruidos de su juego, así como daños no especificados. Se le permitió reanudar la publicación con una nota legal . Anspach luego publicó el mismo un libro sobre su investigación y de las peleas legales que tuvo con General Mills, Kenner Parker Toys, y Hasbro.

### Estatus legal
Parker Brothers/Hasbro ahora reclaman los derechos de marca sobre el nombre y sus variantes, y han afirmado en contra de otros, como los creadores de Ghettopoly. El profesor Anspach asignó la marca Anti-Monopoly a Parker Brothers, y ahora Hasbro la posee. El juego de Anspach se sigue imprimiendo. La compañía que antes lo distribuía es llamada Talicor, pero actualmente el juego es distribuido y vendido por University Games a nivel mundial.
Varias patentes han existido del juego Monopoly y de sus antecesores, tales como The Landlord's Game, pero todas ya han expirado. Los gráficos específicos del tablero de juego, tarjetas y piezas están protegidas por derecho de autor y derecho de marca, como también la redacción específica de las reglas del juego.

## Monopoly como marca
Parker Brothers creó un par de accesorios y licenció unos productos poco después de que comenzó a publicar el juego en 1935. Estos incluían una almohadilla de dinero y la primera bolsa de valores de complemento, en 1936, una tarjeta de cumpleaños, y una canción de Charles Tobias (letra) y John Jacob Loeb (música ) . Al terminar con el caso Anti-Monopoly, Kenner Parker Toys comenzó a buscar las marcas registradas de los elementos de diseño de Monopoly. Fue entonces cuando el logo fue rediseñado para incluir a "Rich Uncle Pennybags" (ahora "Mr. Monopoly") saliendo de la segunda "O"de la palabra Monopoly. Para conmemorar el 50° aniversario del juego en 1985, la compañía encargó al artista Lou Brooks rediselar e ilustrar el logo principal como un estandarte de un señalamiento rojo de la calle, así como al personaje "Rich Uncle Pennybags" saliendo de la "O." Brooks también fue contratado para desarrollar e ilustrar la caja de lata del juego en relieve de la " Edición Especial Conmemorativa ". El arte también se realizó sobre la caja de cartón del juego tradicional que fue renovado por el aniversario .
Todos los objetos estampados con el logo rojo de MONOPOLY, también cuentan con la palabra "Brand" impresa en pequeño. A mediados de la década de 1980, tras el éxito de la " edición de aniversario de lata de coleccionista ", la primera (por el 50 aniversario) , una edición del juego fue producida por Franklin Mint, la primera edición que se publicaría fuera de Parker Brothers. Al mismo tiempo, McDonald's comenzó a promocionar el juego Monopoly por primera vez, considerado como la publicidad más exitosa de la compañía, la cual continúa actualmente. La vigésima vez de dicha promoción fue patrocinada en 2012.
En años recientes, la marca Monopoly ha sido licenciada como línea de máquinas tragamonedas construidas por WMS Gaming (introducidas por primera vez en 1998, seis modelos fueron hechos para el 2000, y aproximadamente 20 para 2005). Las máquinas fueron nombradas como "El producto de juego más innovador" en 1999 y votado como el más popular en 2001. La marca ha sido también licenciada como billetes de lotería instantánea, u modelos escala de automóviles producidos por Johnny Lightning, los cuales también incluían tokens de colección del juego. Otras licencias se han emitido para ropa y accesorios, incluyendo una línea de accesorios de baño. Winning Moves Games tuvo una calculadora Monopoly que podía ser utilizado como una calculadora tradicional, o se utilizaba para ayudar en las transacciones del juego.

### Sitios oficiales
- The official U.S. Monopoly web site
- The official UK Monopoly web site

- Monopoly en Facebook

### Historia
- Patente USPTO n.º 748626 – Patent for the first version of The Landlord's Game, Issued Jan 5, 1904
- Patente USPTO n.º 1509312 – Patent for the second version of The Landlord's Game, Issued Sep 23, 1924
- Patente USPTO n.º 2026082 – Patent awarded to C.B. Darrow for "Monopoly" on December 31, 1935
- The History of The Landlord's Game and Monopoly.
- History of Monopoly at World of Monopoly
- Online photo album of many historical U.S. Monopoly sets, from Charles Darrow's sets through the 1950s
- Another online photo album of early Parker Brothers and Waddington sets, 1935–1954.
- Under the Boardwalk – The MONOPOLY Story – Film detailing the early history of the game with interviews including Phil Orbanes, Randolph Barton, Victor Watson, & Charles Darrow II.

- Datos: Q5870756